# 山田雄一
山田 雄一（やまだ ゆういち、1930年9月15日 - 2012年4月7日）は、日本の心理学者、元明治大学学長（2000年〜2004年）・経営学部名誉教授。専門は経営心理学。

## 略歴
静岡県生まれ。旧制沼津中学校、旧制第一高等学校を経て東京大学入学。1953年、東京大学文学部心理学科卒業。人事院勤務を経て、1959年、富士製鐵（現在の日本製鐵）入社。入社後は1969年に退職するまで、教育部教育課長などを務める。その後、茨城大学助教授、明治大学助教授、教授、経営学部長を経て、2000年から2004年まで明治大学学長を務める。

## 主な著書

### 単著
- 『繁栄の技術-産業心理学のものの考え方』 光文社 1958
- 『配置と昇進』 日本能率協会 1962
- 『適性-職場ノイローゼからの解放』 筑摩書房 1965
- 『部下の使い方マニュアル』 日本経営出版会 1966
- 『人之国探検-ひとをいかすみちはあるのか』 ダイヤモンド社 1969
- 『新部課長ノート-人と組織の生かし方』 日本経営者団体連盟広報部 1970
- 『企業経営とシステム』 日本経済新聞社 1971
- 『疎外と自己管理-企業のなかでどう生きるか』 東洋経済新報社 1971
- 『適性-キャリア開発の指針』 筑摩書房 1971
- 『タブーと偏見-背伸びの心理・ひがみの心理』 日本経済新聞社 1972
- 『“ニガ手人間”に強くなる本-性格の弱点を見抜く心理学』 主婦と生活社 1974
- 『経営の心理学』大日本図書 1975
- 『人事管理と経営』 ぎょうせい 1977
- 『職場の人間行動』有斐閣 1978
- 『マネジメント用語集』 総合労働研究所 1978
- 『定年期の心理』有斐閣 1979
- 『マイ・ウェイのすすめ』 講談社 1980
- 『企業のなかでどう生きるか』講談社 1982
- 『管理者行動学』 日本経営協会総合研究所 1983
- 『組織心理学』有斐閣 1985
- 『稟議と根回し』 講談社 1985
- 『社内教育入門』 日本経済新聞社 1986
- 『統率力 (現代新書)』 講談社 1986
- 『ラインとスタッフ』 講談社 1987
- 『配置と昇進制度-激動期をのりきる人事管理の基礎』 泉文堂 1987
- 『研修指導論』 産業労働調査所 1987
- 『ハイタッチ人事管理』 日本経営者団体連盟広報部 1989
- 『人を活かす人事管理-変化の時代に何を教え、どう育てるか』 PHP研究所 1990
- 『人の活かし方・組織の動かし方』 日本経営者団体連盟広報部 1992
- 『ヒューマンオフィス-個性尊重の職場心理学』 読売新聞社 1992
- 『組織科学の話』日本経済新聞社 1993
- 『リストラ時代「会社」よりも「自分」が勝つ生き方』 KKベストセラーズ 1999

### 共著
- 沢本正己と共著 『職場心理学入門-明るい職場をつくる技法』 新星出版社 1960
- 刈田嘉彦らと共著 『あなたの就職作戦』 家の光協会 1964
- 阿部実らと共著 『企業革新の哲学』 総合労働研究所 1974
- 『職場の人間行動-人を生かす職場の条件』 有斐閣新書 1978
- 『定年期の心理-人生の転機をどう生きるか』 有斐閣新書 1979
- 『経営人事心理学』 朝倉書店 1981

## 論文
- 野田一夫と共著 「代表的経営者の職務と意識」 ダイヤモンド社発行 『近代経営』 1959年 11月号
- 「ソシオメトリーの活用法」 『近代経営』 第5巻 3号 1960.2
- 野田一夫と共著 「現代経営者 452人の履歴とその社会意識」 『近代経営』 1960年 11月号
- 「組織を再検討するとき」 『近代経営』 1960年 11月号
- 「経営者の心理」 『経営心理学講座 1. 経営管理の心理学』 ダイヤモンド社 1963
- 「労働の人間化とフィードバックの効果」 明治大学経営学研究所 『経営論集』 第26巻 2号 1979
- 「中高年の能力開発と活用策」 『80年代労務管理の進路』 労務行政研究所 1979
- 「組織過程における動態化と定式化」 『組織科学』 第14巻 3号 1980
- 「経営心理学の潮流」 『理想』 第625号 1985
- 「適性と性格」 『パッケージ性格の心理 2. 性格の変化と適応』 ブレーン出版 1985
- 「適性と性格」 本明寛編 『性格心理講座 1. 性格の理論』 金子書房 1989
- 「健康心理カウンセラーはクライエントの何をどのように変えさせるか」 日本健康学習研究会発行 『健康心理・教育学研究』 第4巻 1号 1998
- 「ストレスのアセスメント」 『健康心理・教育学研究』 第5巻 1号 1999
- 「倫理性物語の生成へ向けて」 日本労働研究機構発行 『日本労働研究雑誌』 第465号 1999
- 「得意技への自信と反省心」 ぎょうせい発行 『悠』 第17巻 8号 2000
- 「時代の変化とこれからの企業経営」 郵政弘済会発行 『郵便局経営』 第3巻 1号 2001
- 「日本的経営の未来デザイン-日本的経営の特質は共同体原理にある」 日経連発行 『経営者』 第55巻 10号 2001